# Drunen

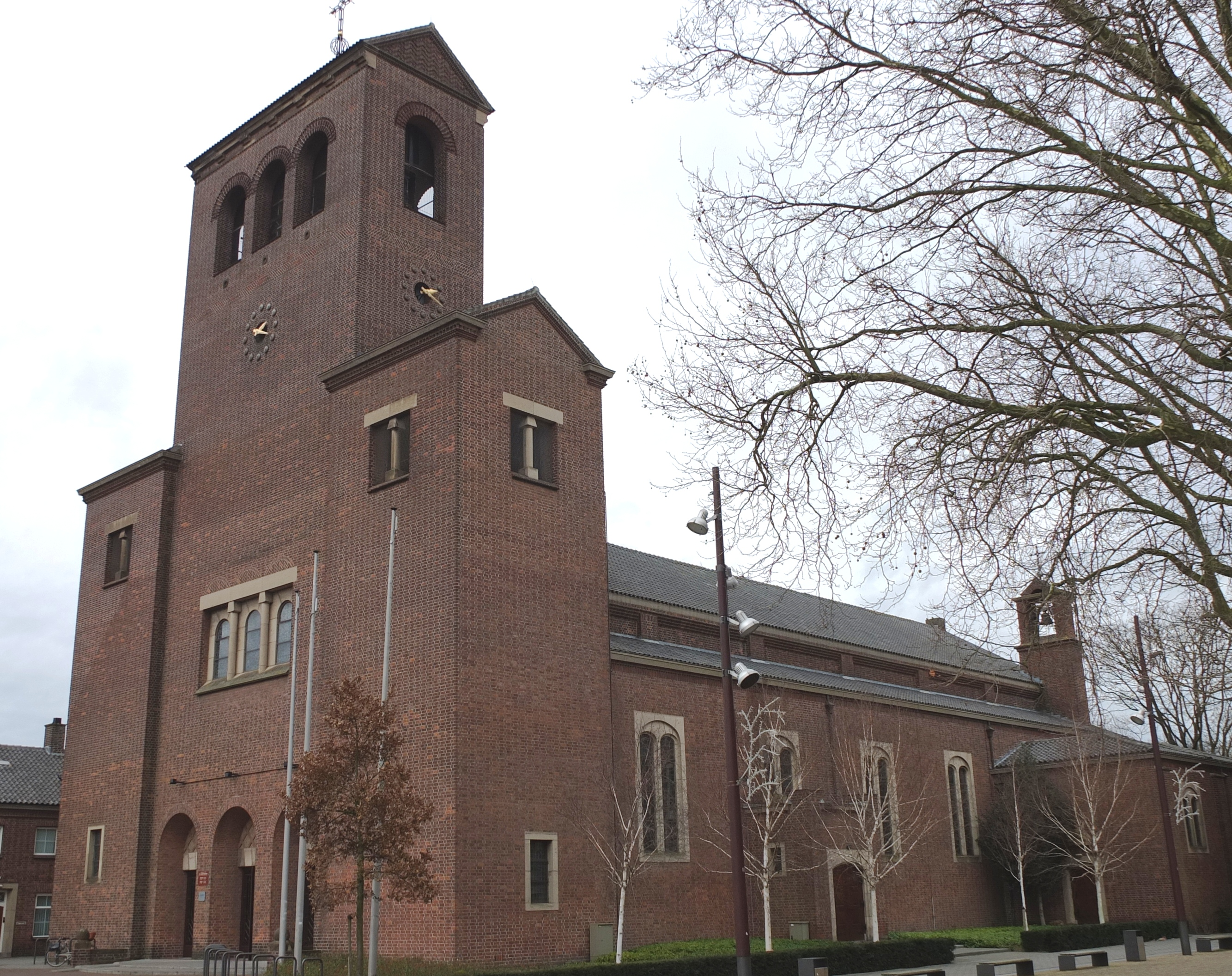
Sint-Lambertuskerk

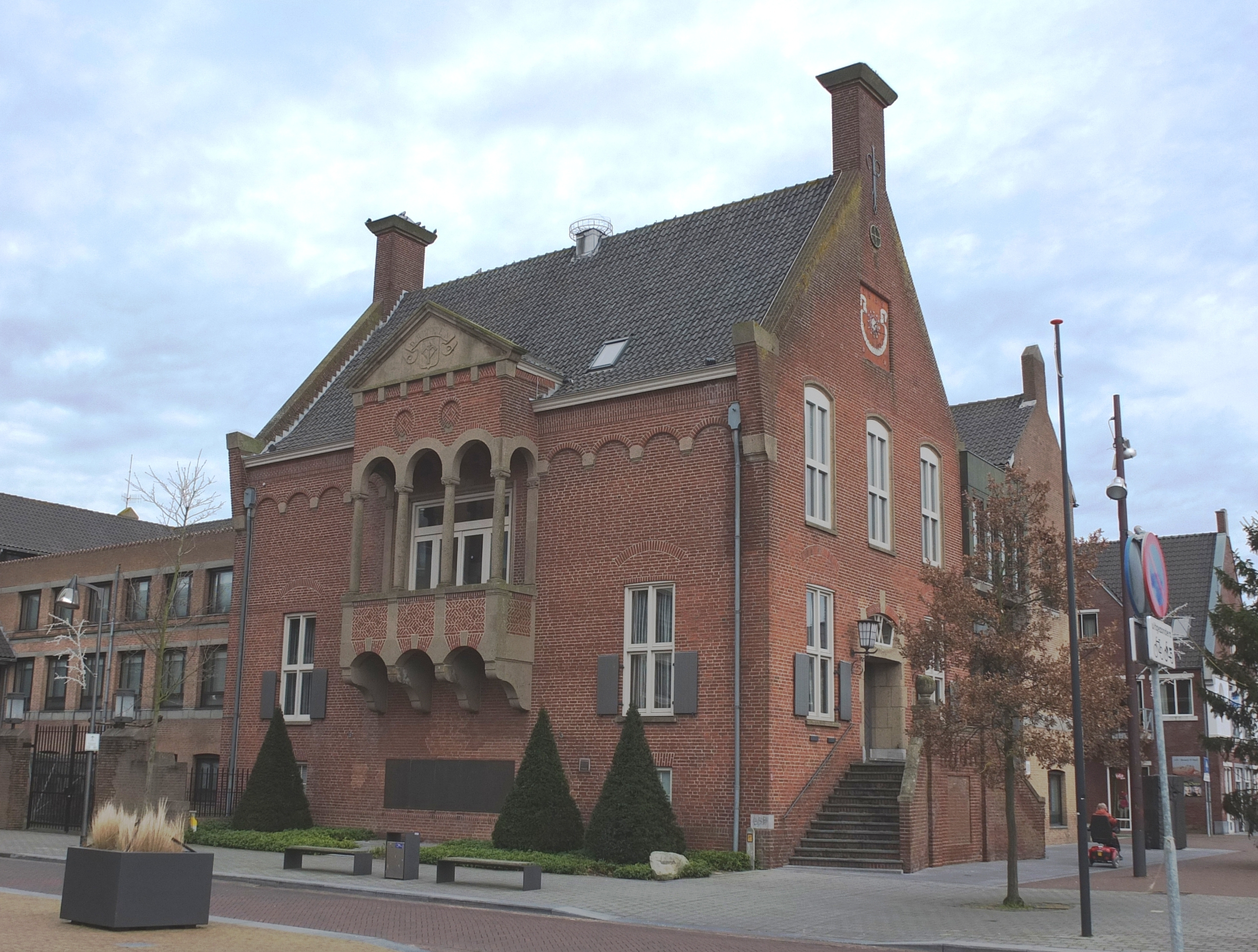
Raadhuis van Drunen

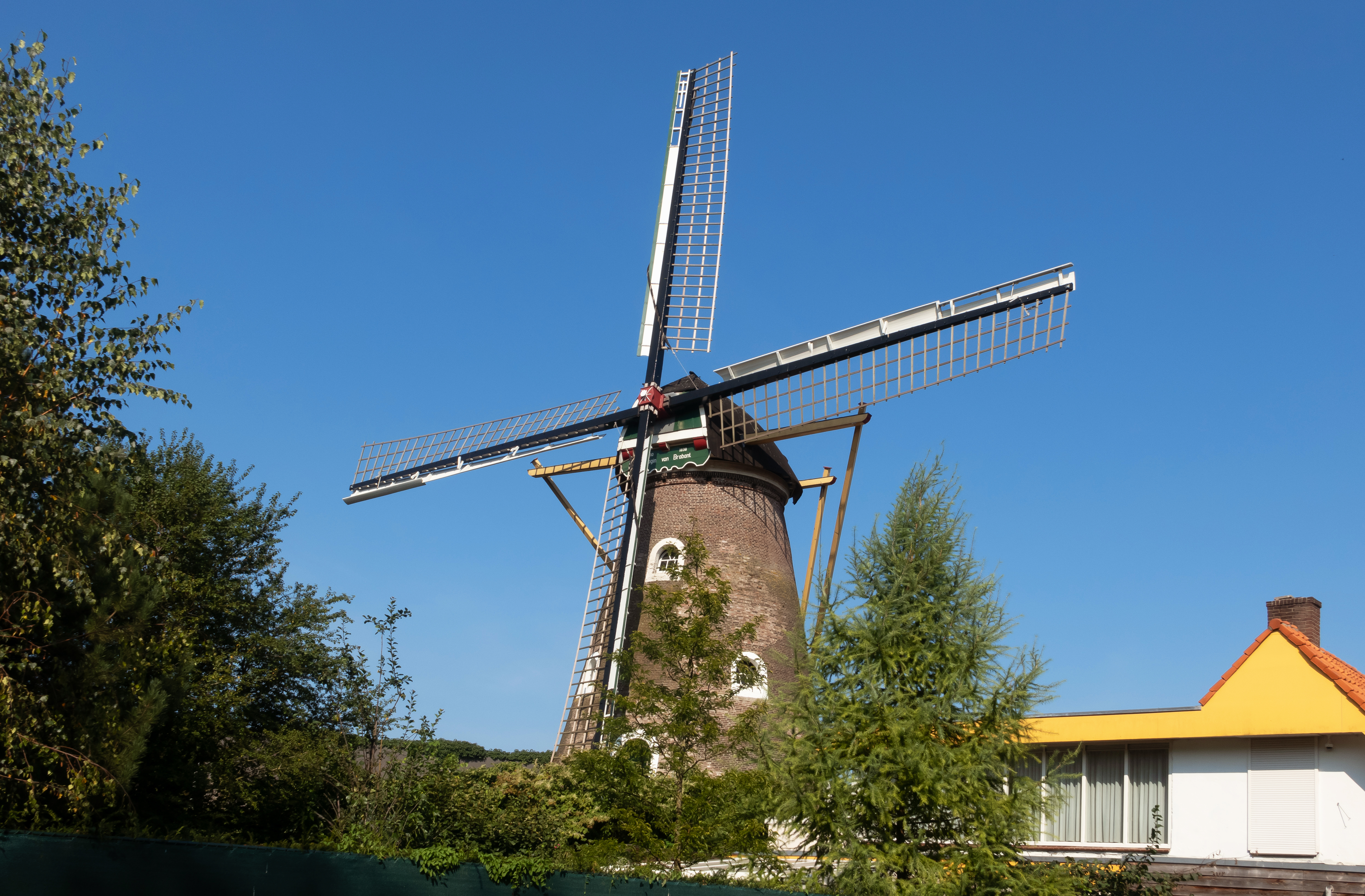
Molen: Hertogin van Brabant

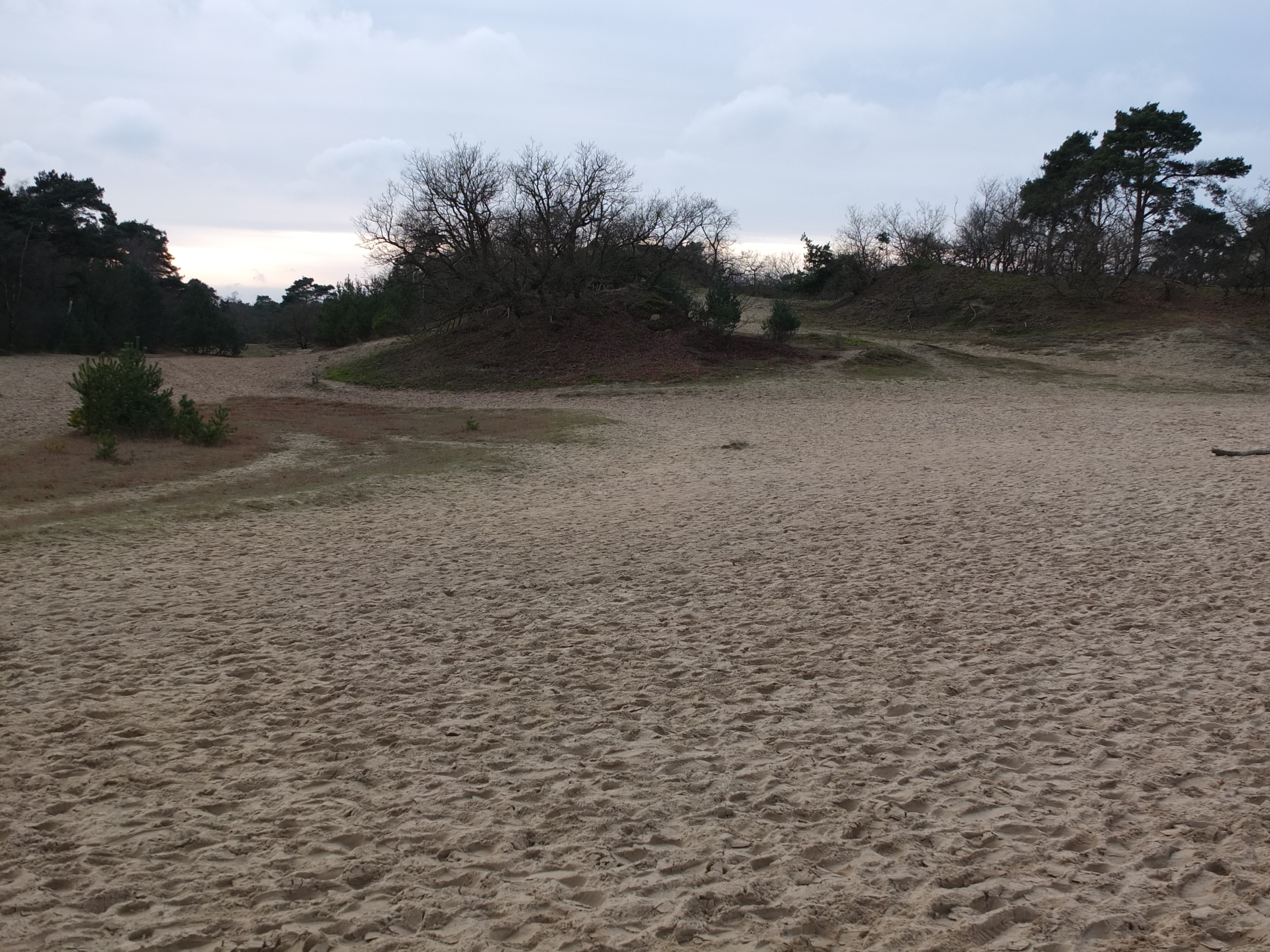
Loonse en Drunense Duinen

Drunen is een plaats in de gemeente Heusden in de Nederlandse provincie Noord-Brabant. Het is gelegen in De Langstraat, een streek van oudsher bekend om zijn leer- en schoenenindustrie. Drunen was vanaf 1813 een zelfstandige gemeente. Ze omvatte ook het gehucht Giersbergen en de bouwhoeven Fellenoord, Klinkaert en (het inmiddels afgebroken) Pestert. In 1935 werd het kerkdorp Elshout toegevoegd. Op 1 januari 1997 zijn Drunen, Vlijmen en Heusden opgegaan in de fusiegemeente Heusden.
Per 1 januari 2023 had Drunen 18.320 inwoners. Grote werkgevers in Drunen waren de scheepsschroevenfabriek van Wärtsilä, (voorheen Lips en John Crane), de aluminiumfabriek van Sapa (voorheen Alcoa en Lips Aluminium), en de messingfabriek LDM (voorheen onderdeel van Lips). Deze drie verwante bedrijven werkten samen onder de naam Metal Valley. Het voormalig themapark het Land van Ooit was gevestigd op de grens van Drunen en Nieuwkuijk, op het landgoed van Kasteel d'Oultremont. Na het faillissement van het themapark zijn het gebied en kasteel aangekocht door de gemeente Heusden en omgedoopt tot de 'Poort van Heusden'.

## Ligging
Drunen ligt tussen Waalwijk en Nieuwkuijk. Dichtstbijzijnde grote steden zijn hemelsbreed ’s-Hertogenbosch op twaalf kilometer en Tilburg op zestien kilometer. Doordat Nationaal Park De Loonse en Drunense Duinen tussen Drunen en Tilburg ligt, is de weg per auto naar Tilburg ruim twee keer zo lang als naar 's-Hertogenbosch, respectievelijk achttien en negen kilometer. Fietsers kunnen door de Drunense Duinen en leggen veertien en tien kilometer af naar Tilburg en 's-Hertogenbosch.

## Geschiedenis
Vóór 1231 had de familie Altena Drunen in leen van de graaf van Holland. Op 9 september 1231 werd het overgedragen aan de hertog van Brabant, waardoor het bestuurlijk binnen het kwartier van Oisterwijk kwam. In 1376 werd de heerlijkheid verpand aan Paul van Haastrecht. De heren verbleven op het Kasteel d'Oultremont. Eind 14e eeuw kreeg Drunen een schepenbank die het hoge, middelbare en lagere recht omvatte. Zie de Tijdbalk voor de verdere geschiedenis.

### Economie
Het dorp leefde vooral van de landbouw. Aardappelen, rogge en melkveehouderij waren de voornaamste bedrijfstakken. Fruitteelt kwam vooral ten noorden van Drunen voor. In 1794 waren er verder twee brouwerijen, twee looierijen, acht wevers, zes schoenmakers en drie garentwijnders. Het leerlooien en de schoenmakerij kwamen aanvankelijk op als nevenbedrijf van de landbouwers. In 1865 waren er 12 schoenfabriekjes, waar veel kinderarbeid voorkwam. Een andere bedrijfstak was de mandenvlechterij. De bevolking stelde zich teweer tegen de mechanisering van de schoenindustrie, en in 1907 constateerde de toenmalige commissaris van de Koningin, Arthur Eduard Joseph van Voorst tot Voorst, bij een bezoek dat het een ongeluk was dat de menschen niet met hun tijd mede gaan, zoodat een schoenmaker van veertig jaar niet in staat is om schoenen te maken, zooals die nu gevraagd worden. Overigens waren die schoenmakersknechts wél te beklagen; vroeg oud, half blind, veel armoede. De arbeidsomstandigheden waren dan ook zeer ongezond en de patroons deden er alles aan om de vakbonden buiten de deur te houden. Uiteraard wist de schoenindustrie zich geleidelijk te moderniseren. Veel fabrieken verdwenen echter gedurende de jaren 70 van de 20e eeuw.
Een tweede pijler van de economie vormde de metaalindustrie, die begon in 1939 met de vestiging van de scheepsschroevenfabriek Lips. Uiteindelijk is hier nog een aluminiumverwerker en een messingverwerker uit voortgekomen. Ondertussen werd begin 2010 bekendgemaakt dat de scheepsschroevenproductie naar China zou worden overgebracht.
De derde pijler vormt het toerisme. De attracties Autotron en Land van Ooit verdwenen na enige tijd weer. Vooral de nabijheid van Nationaal Park De Loonse en Drunense Duinen vormt een trekpleister.

### Demografie
De bevolking bedroeg begin 19e eeuw ongeveer 1.500 inwoners. Dit liep op naar ongeveer 2.000 in 1840, ongeveer 3.000 in 1920 en 3.566 in 1934. Door de annexatie van Elshout nam dit aantal toe tot 4.500 in 1935. Omstreeks 1940 waren er 5.000 inwoners. Vooral na 1955 ging het hard, door een geboorte- en een vestigingsoverschot. In 1972 waren er 12.000 inwoners en in 2010 waren dat er 18.000.

### Winkelen
De weekmarkt is op vrijdagochtend.

### Schoenfabrieken
Drunen staat bekend om zijn schoenindustrie. Op dit moment is er nog één schoenfabriek:
- Van Drunen Schoenfabriek (tot 2017 Durea BV), opgericht 1913, aan de Thomas Edisonweg, produceert zowel dames als herenschoenen.

In het verleden kende Drunen een tiental andere schoenproducenten. Deze zijn te vinden in de lijst van Nederlandse schoenfabrieken.

### Tijdbalk
- 1233: Schenking van het patronaatsrecht van de kerk van Drunen door hertog Hendrik I van Brabant aan de abdij van Tongerlo.
- 1376: Vorming van de Heerlijkheid Drunen door verpanding aan Paul van Haastrecht.
- 1450: Een gotisch stenen parochiekerkje wordt gebouwd, gewijd aan Sint-Lambertus.
- 1504: Drunen wordt door de Gelderse troepen aangevallen tijdens de Gelderse Oorlogen.
- 1589: In de Tachtigjarige Oorlog worden door Karel van Mansveld (Staatse troepen), voor de bouw van een schans in Drunen, alle bomen gekapt en alle huizen en schuren gesloopt.
- 1591: Als gevolg van de oorlogshandelingen tijdens de Tachtigjarige Oorlog was Drunen geheel overstroomd en verlaten.
- 1648: De parochiekerk wordt genaast door de protestanten. De Hervormde gemeente van Drunen, met tussen de 20 en de 50 leden, wordt gesticht.
- 1798: Einde aan het particuliere bezit van de Heerlijkheid Drunen.
- 1813: Drunen wordt een gemeente in het Koninkrijk der Nederlanden.
- 1818: De katholieken krijgen hun kerk terug.
- 1851: De Broeders van Maastricht komen naar Drunen. Ze verzorgden het onderwijs voor jongens en leidden een bejaardentehuis.
- 1874: De neogotische kerk komt gereed en de oude kerk wordt afgebroken
- 1887: De Zusters van JMJ bouwen een klooster, verzorgen kleuter- en meisjesonderwijs en nemen de verzorging van oudere vrouwen op zich.
- 1935: Het dorp Elshout, tot dan toe behorend bij de gemeente Oudheusden, wordt bij Drunen gevoegd.
- 1939: Het bedrijf Lips vestigt zich in Drunen
- 1944: Bevrijding van Drunen, waarbij de kerk en omliggende gebouwen worden vernietigd, evenals het klooster van de zusters.
- 1952: De broeders vertrekken. Hun gebouw en hun taak wordt door de Zusters van JMJ overgenomen.
- 1954: De nieuwe Sint-Lambertuskerk (Drunen) wordt ingewijd
- 1964: De Sint-Jozefparochie wordt opgericht in Drunen-noord. De kerk blijft vooralsnog een noodgebouw.
- 1974: Het Autotron wordt te Drunen geopend.
- 1980: De protestanten verlaten hun gebedsruimte aan de Grotestraat voor een nieuwe, grotere kerk aan de Vennestraat, OpenHof genaamd. Het aantal leden nam toe tot 840 in 2009.
- 1982: De Sint-Jozefparochie fuseert met de Sint-Lambertusparochie.
- 1987: Het Autotron wordt verplaatst naar Rosmalen
- 1989: Opening van het Land van Ooit op het landgoed van Kasteel d'Oultremont
- 1990: De Sint-Jozefkerk wordt gesloopt.
- 1997: Opheffing van de gemeente Drunen.
- 2002: Lips wordt overgenomen door Wärtsilä
- 2006: De Drunense parochie fuseert met de parochie van Elshout tot de parochie Drunen-Elshout.
- 2007: Definitieve sluiting van Het Land van Ooit
- 2010: De productie van Lips verdwijnt naar China

## Bezienswaardigheden

### Sint-Lambertuskerk
De Sint-Lambertuskerk, aan het Raadhuisplein, uit 1954. De kerk en de nabijgelegen pastorie werden ontworpen door architect Hendrik Christiaan van de Leur, in een aan de Delftse School verwante stijl. Oorspronkelijk zou de kerk geen toren hebben, maar dankzij een gift van Max Lips kwam die er alsnog. De kerk verving de in 1944 door oorlogsgeweld verwoeste neogotische kerk welke in 1874 in gebruik was genomen en die een ontwerp was van Hendrik Jacobus van Tulder. Het interieur van de huidige Sint-Lambertuskerk is ontworpen door Luc. van Hoek. In het retabel kunnen, afhankelijk van de periode van het kerkelijk jaar, zeven verschillende schilderijen worden geplaatst. De kunstenaar ontwierp ook de glas-in-loodramen en andere onderdelen van het kerkinterieur dat aldus een grote eenheid uitstraalt. Tussen 1944 en 1954 kerkten de katholieken in een noodkerk.

### Overige bezienswaardigheden
- Beltmolen Hertogin van Brabant, een ronde stenen molen uit 1838.
- De Voorste Venne, het gebouw van het voormalig Autotron, ontworpen door Anton Pieck, uit 1972, later gekopieerd in Rosmalen. Het bouwwerk biedt onderdak aan een cultureel centrum.
- De spoorbrug en het seinwachtershuisje van de voormalige Halve Zolenlijn in gebruik is als wandelpad en gedeeltelijk als fietspad, het Halve Zolenpad van Raamsdonksveer naar 's-Hertogenbosch.
- Het voormalige Raadhuis (Drunen) uit 1940, gelegen in de Grotestraat, met tegeltableaus en ramen van Toon Ninaber van Eyben. Er zijn gedenkplaten voor oorlogsslachtoffers aangebracht.
- Verscheidene monumentale boerderijen van het Langstraattype, in de Grotestraat.
- De Sint-Hubertuskapel uit 1994 aan de Steegerf bij de Loonse en Drunense Duinen, gebouwd door het Sint-Hubertusgilde. Een bakstenen gebouwtje met zadeldak en enkele glas-in-loodramen.

## Evenementen
In Drunen vinden een aantal (grootse) evenementen plaats. De drukst bezochte en belangrijkste evenementen staan hieronder vermeld:
- Carnaval
- Drunense Duinloop
- Avondvierdaagse
- Kermis
- Drunen Bruist
- Sinterklaasintocht
- Dickens by Night[6]
- Dickens Festijn Drunen[7]
- Paasfestijn

## Natuur en landschap

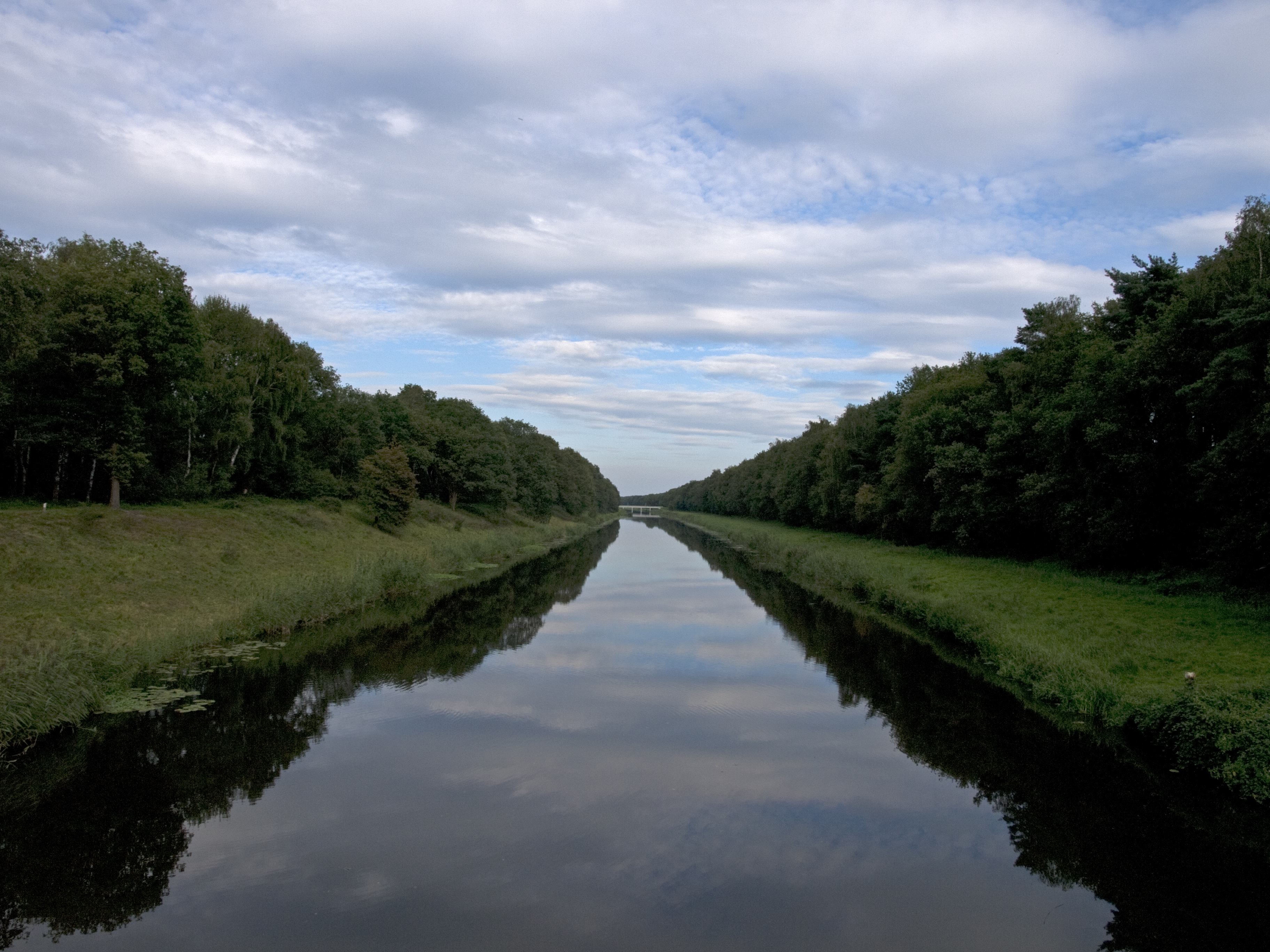
Het afwateringskanaal 's-Hertogenbosch-Drongelen bij Drunen

Ten zuiden en westen van Drunen bevindt zich de Heidijk die het dorp moest beschermen tegen het water van de Beerse Maas die tot 1942 bij hoogwater ten zuiden van Drunen stroomde. Iets zuidelijker bevindt zich het Afwateringskanaal 's-Hertogenbosch-Drongelen. Daar weer ten zuiden van ligt opnieuw een dekzandrug met het Nationaal Park De Loonse en Drunense Duinen, ook wel de Brabantse Sahara genoemd, een uitgestrekt natuurgebied.
Ten westen van Drunen bevindt zich de Baardwijkse Overlaat. Dit is een natuurlijke laagte tussen Waalwijk en Drunen. Langs hier stroomde de Beerse Maas naar het noorden. Inmiddels is het een natuurgebied.

## Wijken
Drunen is van oorsprong een typisch Langstraatdorp met lintbebouwing. Door de aanleg van de Torenstraat richting het zuiden en de Stationsstraat naar het noorden in de richting het oude station ontstond een kruisvorm waarin na de Tweede Wereldoorlog de vier kwadranten zijn volgebouwd. Een aantal wijken zijn te onderscheiden:

### Braken-Oost
Braken-Oost is een van de oudere wijken van Drunen, gelegen in het oosten. Vanaf 1952 is deze wijk ontstaan.

### Braken-West
Braken-West ligt in het noordwesten van Drunen tegen de A59. De woningen zijn gebouwd in de periode vanaf 1948.
Veel woningen zijn destijds gebouwd voor medewerkers van Lips.
Aan de noordzijde wordt de wijk begrensd door de A59. Ook het Halve Zolenlijntje liep langs die route.

### 't Sempke
't Sempke is een buurt met woonerven met veel particuliere woningen en is gelegen tegen de wijk Venne-Oost. De huizen zijn meestal gebouwd na 1970.
De naam 't Sempke is het enige dat resteert van het oude gehucht dat bestond uit een aantal boerderijen die eind jaren zeventig van de 20e eeuw zijn afgebroken. Het Sempke wordt begrensd door de Grotestraat, de Duinweg, de Heidijk, Torenstraat, Beethovenlaan en Admiraalsweg.

### Venne-Oost
Venne-Oost heeft zowel voor- als naoorlogse woningen en ligt tussen 't Sempke en Venne-West tegen het centrum aan. Er is gebouwd vanaf circa 1920.
Venne-Oost wordt begrensd door de Torenstraat in het westen, de Beethovenlaan in het zuiden, de Admiraalsweg in het oosten en de Grotestraat in het noorden.

### Venne-West
Venne-West is een jonge wijk die begin jaren tachtig is opgezet. In deze wijk is het Breeveldpark gelegen. Deze wijk is gebouwd in drie fases onder de namen Venne-West, Venne-West 2 en Venne-West 3. Venne-West 3 heeft totaal 400 woningen waarvan 180 appartementen. In 2011 werd het laatste nog onbebouwde deel van deze wijk afgerond in het project Venne-West 3 met de bouw van drie appartementencomplexen, die 'de watertorens' heten.

### Hulten
Een smalle strook die van oudsher niet tot de heerlijkheid Drunen behoorde maar tot Oudheusden. Daardoor behoorde dit niet tot het hertogdom Brabant maar tot Holland. Dit gebied behoorde ook tot in 1945 tot de parochie Elshout. Dit gebied wordt in de komende jaren verder ontwikkeld.

## Onderwijs
Er zijn diverse scholen in Drunen. Een aantal basisscholen zijn:
- R.K. Basisschool de Duinsprong (voorheen Basisschool 't Span en Basisschool De tamboerijn)
- R.K. Basisschool Olof Palme
- De Groene Bogen, een fusie van JongLeren (voorheen De Iris) met Wereldwijs, beide uit Drunen[8]
- Linus Onderwijs
Drunen telt één middelbare school, het d'Oultremont College.

## Verenigingen
Enkele verenigingen in Drunen zijn:
- Judoclub Drunen (JCD)
- DAK Atletiek- en Wandelvereniging
- Drunens Gemengd Koor "Vivace"
- Theaterplatform (musicalvereniging)
- Toneelvereniging ONA/ONS
- Muziekvereniging "Harmonie Drunen"
- Volleybalvereniging Minerva
- Handbalvereniging Avanti
- Voetbalvereniging RKDVC
- Voetbalvereniging FC Drunen
- Mixed Hockey Club Drunen
- Tennisvereniging LTC De Klinkaert
- Tennisvereniging LTC "Achter de Bogen"
- Tafeltennisvereniging Elshout
- Scouting Dr. Akkermans Groep
- Jeugdvereniging Jong Nederland
- Turn- en dansvereniging SHJ Drunen
- Postzegelvereniging Philatron Drunen-Elshout
- Badmintonvereniging BC Drunen
- Handboogschietvereniging Constantia

## Voorzieningen
- Bibliotheek
- De Voorste Venne - Theater/bioscoop en Cultureel Centrum
- Verzorgingshuis Zandley
- Openluchtzwembad 't Run

## Verkeer en vervoer
Drunen is bereikbaar via de A59.
Drunen is per openbaar vervoer bereikbaar met streekbus 136 en Bravodirect 301 van Arriva die rijden van station ’s-Hertogenbosch naar station Tilburg v.v., via Waalwijk. Vanuit Made en Wijk en Aalburg rijdt streekbus 174 naar Drunen. Vanuit Waalwijk en vanuit Wijk en Aalburg rijdt buurtbus 208 naar Drunen.

## Geboren in Drunen
- Martin van Rooijen (1942), politicus
- Wilbert Schreurs (1960), historicus
- Ruud van den Belt (1961), politicus
- Barbara Bredero (1962), film- en televisieregisseur
- Ron Mesland (1963), componist / zanger
- Loes van Delft (1991), schilderes en graffitikunstenares
- Jay Hardway (= Jobke Heiblom; 1991)), DJ/producer en drummer
- Timo Somers (1991), gitarist
- Jolijn van de Wiel (1992), actrice
- Thomas Brok (1993), youtuber en presentator
- Ingo van Weert (1994), voetballer
- Fleur van der Linden (2001), atlete

## Woonachtig in Drunen
- Jo Anemaet (Philipsburg, Sint Maarten, 1911 - Drunen, 2004), kunstschilder
- Ad Kraamer (Middelburg, 1945), producer
- Paul van Loon (Geleen, 1955), kinderboekenschrijver

## Afbeeldingen

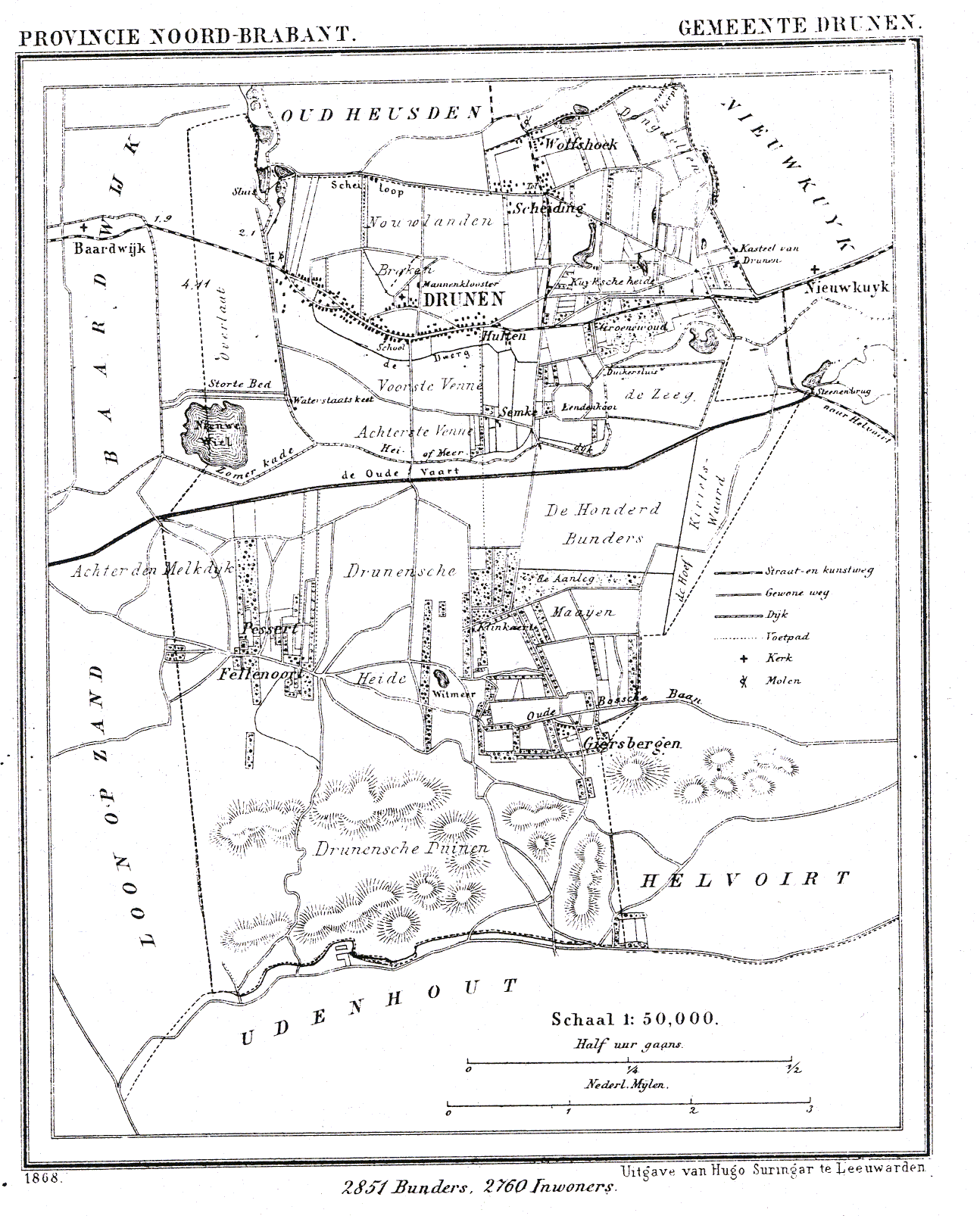
Drunen in 1868
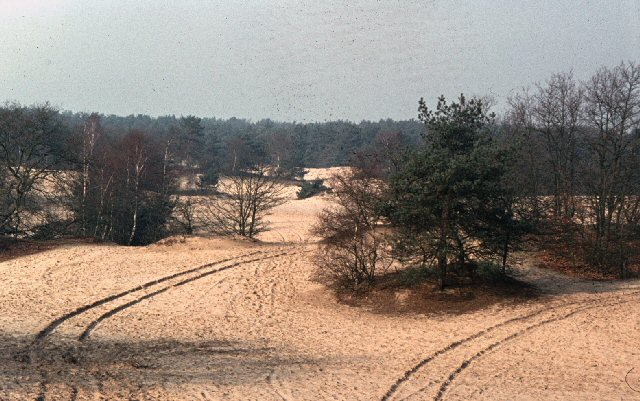
Nationaal park De Loonse en Drunense Duinen
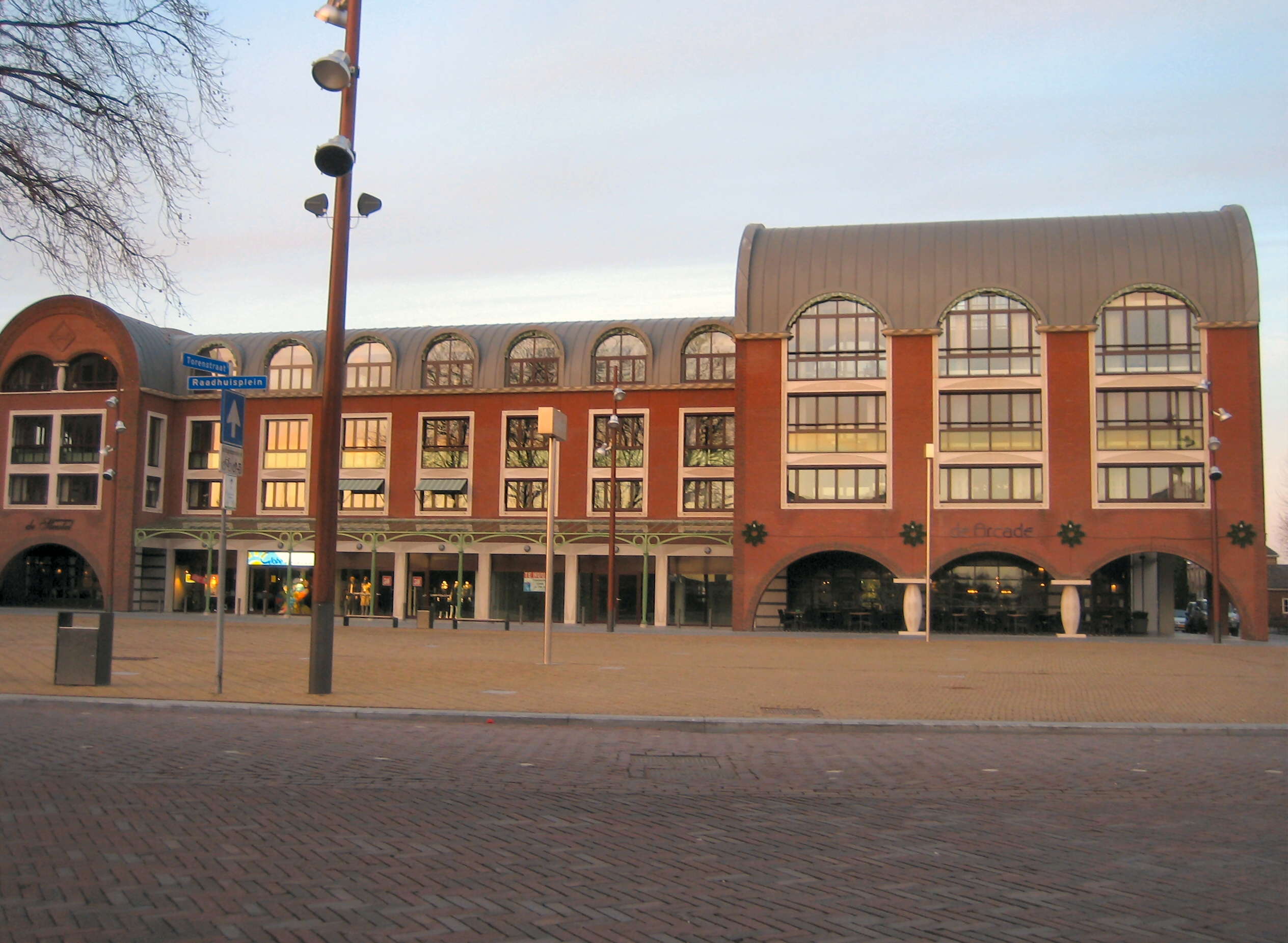
Nieuwe centrum van Drunen
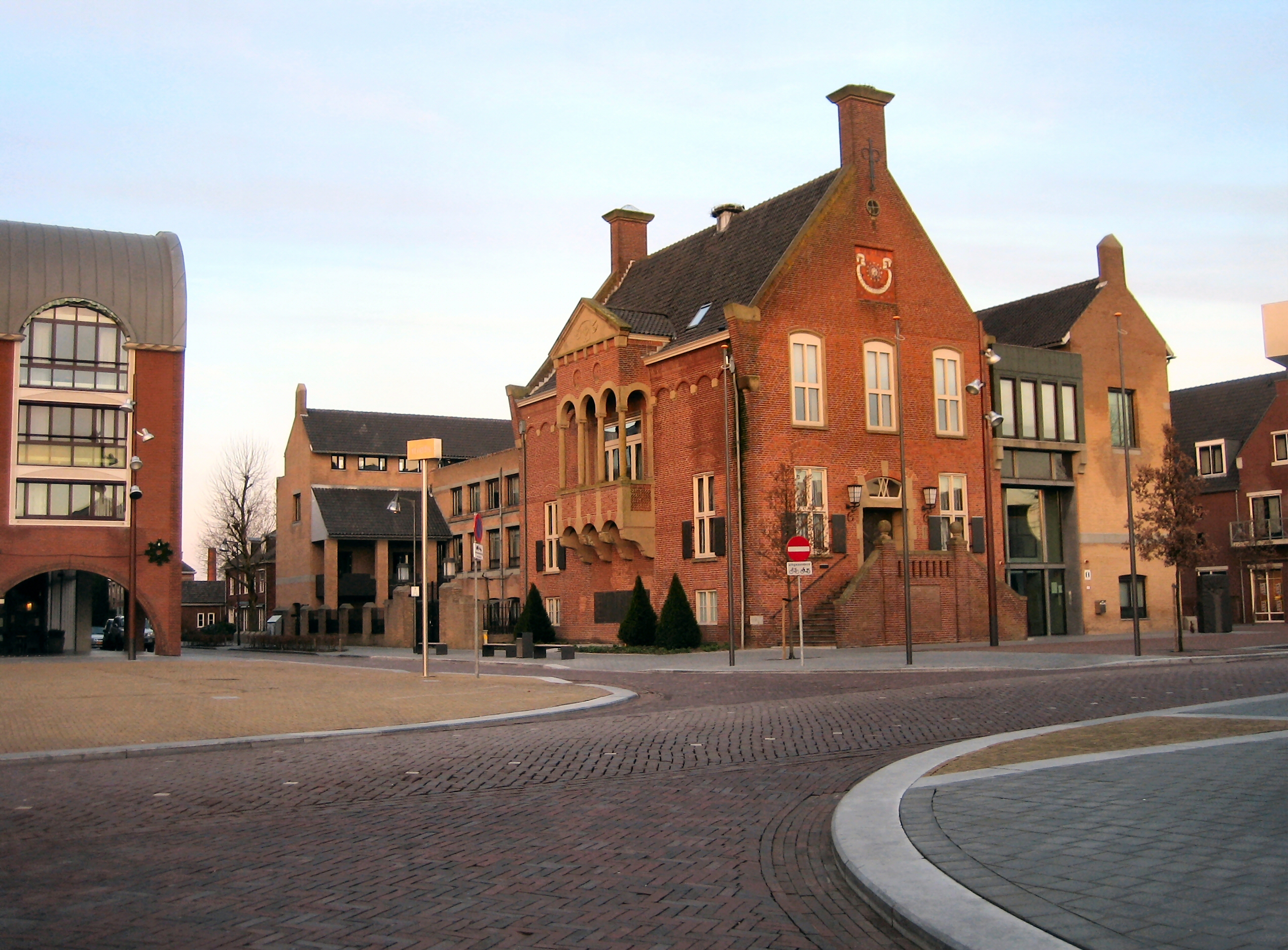
Het gemeentehuis in Drunen
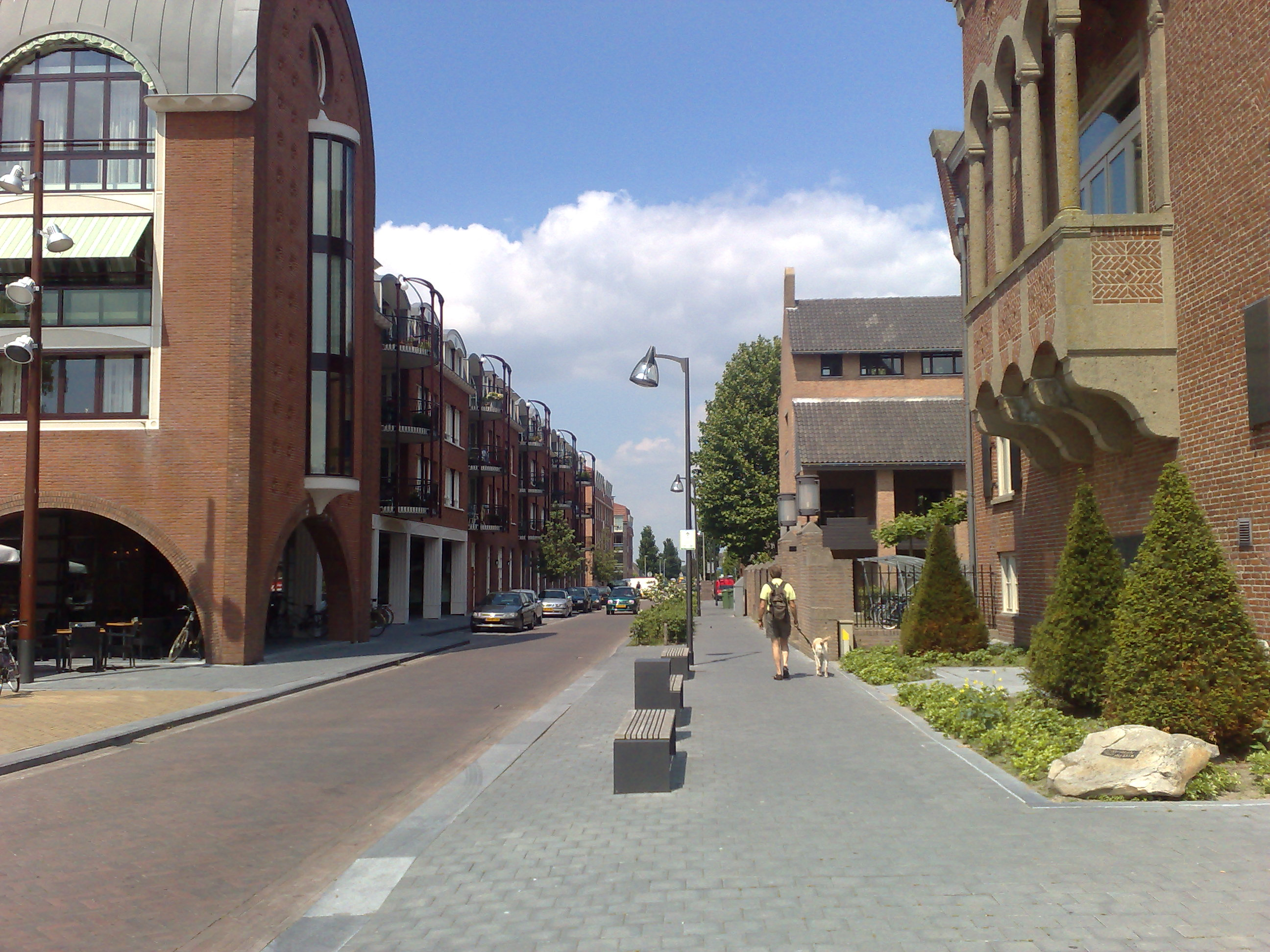
Vernieuwde Stationsstraat
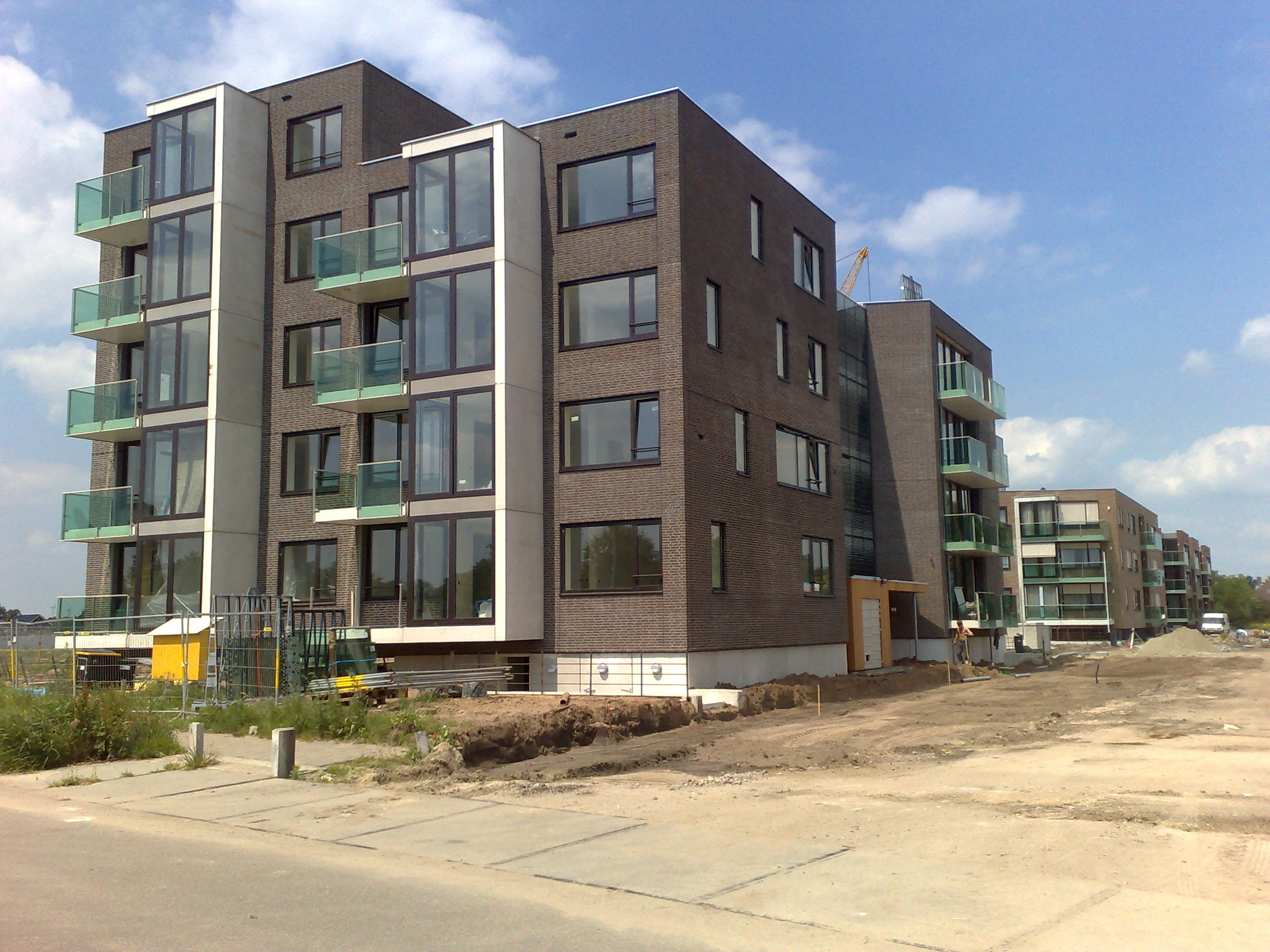
Nieuwbouw Venne West 3
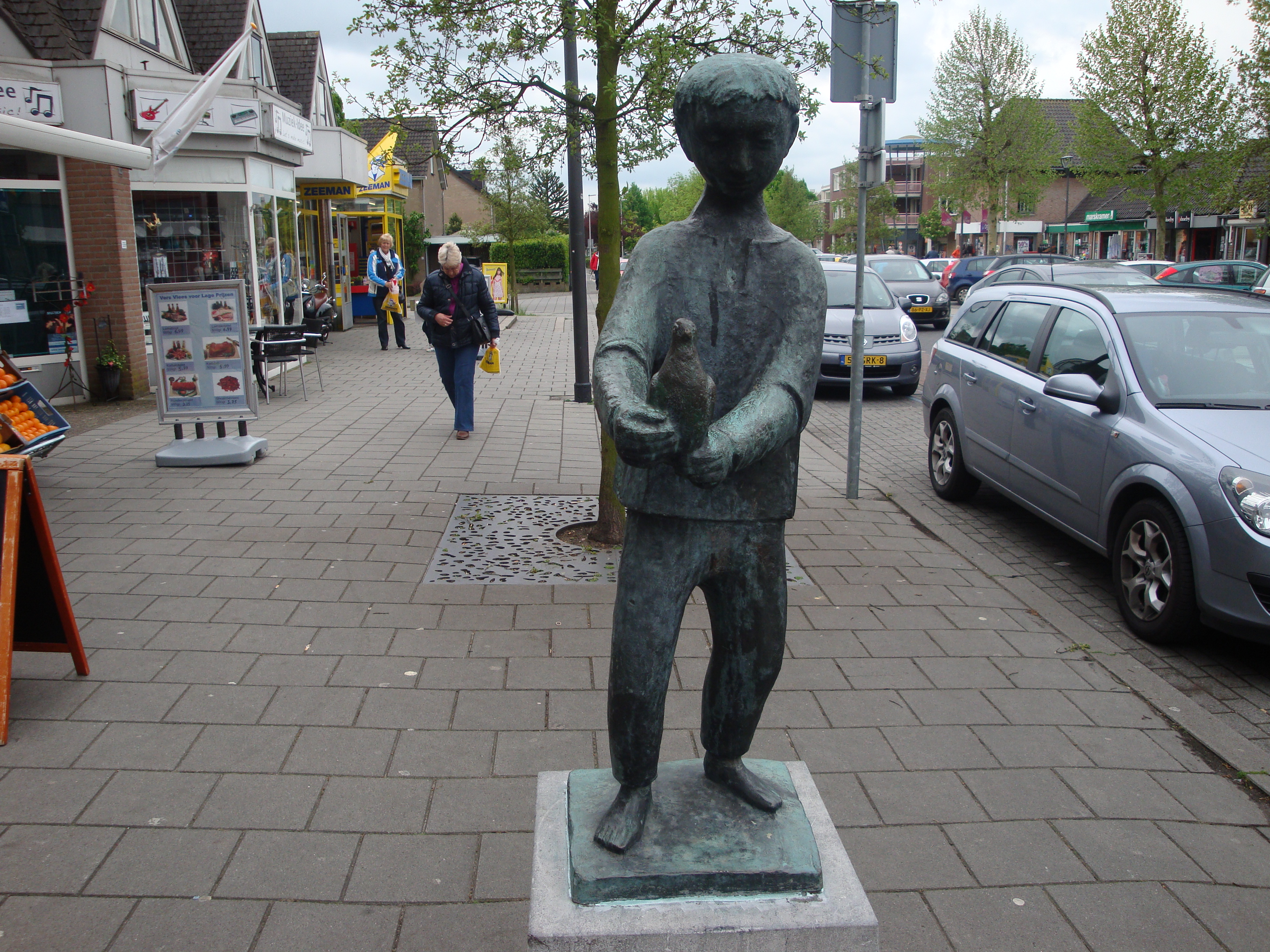
Het Moermannetje, beeld. (jongen met duif)